# غابور كوفاتش (رجل أعمال)
غابور كوفاتش (بالمجرية: Kovács Gábor)‏ هو مصرفي وشخصية أعمال مجري، ولد في 2 يناير 1957 في Orosháza ‏ في المجر.